# Curiumhydroxid
Curiumhydroxid [Cm(OH)3] är en radioaktiv curiumförening som består av en curiumatom och tre hydroxidgrupper. Föreningen upptäcktes först i mätbara mängder år 1947, och var även den första curiumföreningen någonsin som isolerades.
Curiumhydroxid har en molmassa på 298,02 g/mol.